# Namibia 1989
|  | Denne artikel er oprettet af botten PalnaBot ud fra en ekstern database. Den kan derfor have sproglige fejl eller mangler. Denne skabelon kan fjernes efter kontrol af indholdet. |

Namibia - Kirkerne og uafhængigheden er en film instrueret af Leif Larsen.

## Handling
Filmen handler om kirkernes kamp mod apartheid og repatieringen og genbosætningen i 1989.